# Пушкаш Ференц Штадион (станция метро)
«Пушкаш Ференц Штадион» (венг. Puskas Ferenc Stadion — Стадион имени Ференца Пушкаша) — станция Будапештского метрополитена на линии M2 (красной).
Станция расположена на месте пересечения западной радиальной магистрали (улица Керепеши) с бульваром Хунгария (венг. Hungária körút). Названа по расположенному рядом спортивному комплексу из нескольких арен, ядром которого является Стадион имени Ференца Пушкаша. С момента открытия до 2003 года станция называлась «Непштадион» (венг. Nepstadion — Народный стадион). В 2003-2011 годах носила название «Штадионок» (венг. Stadionok — Стадионы).
Станция открыта 4 апреля 1970 года (день 25-летия освобождения Венгрии Советской армией) в составе пускового участка линии M2 «Деак Ференц тер» — «Эрш везер тере».
Станция имеет большое транспортное значение, помимо спортивного комплекса около выхода со станции расположен один из будапештских автовокзалов, носящий имя «Штадионок». Междугородние автобусы отправляются от него в восточную часть Венгрии.
Станция «Пушкаш Ференц Штадион» — единственная на линии станция, сооружённая открытым способом и единственная станция мелкого заложения, имеет глубину 4,7 м; все станции от «Дели пайаудвар» до «Келети пайаудвар» глубокого заложения, а следующие за «Пушкаш Ференц Штадион» станции «Пилланго утца» и «Эрш везер тере» — наземные. На станции две островные платформы и три ряда колонн, по одному на каждой платформе, ещё один ряд колонн проходит между платформами. Перегон «Келети пайаудвар» — «Пушкаш Ференц Штадион» самый длинный на линии 2, его длина 1990 метров.